# أراقويي
أراقويي (بالفارسية: آراقویی) هي قرية تقع في غلستان في إيران. يقدر عدد سكانها بـ 369 نسمة بحسب إحصاء 2016.